# Espinilleras

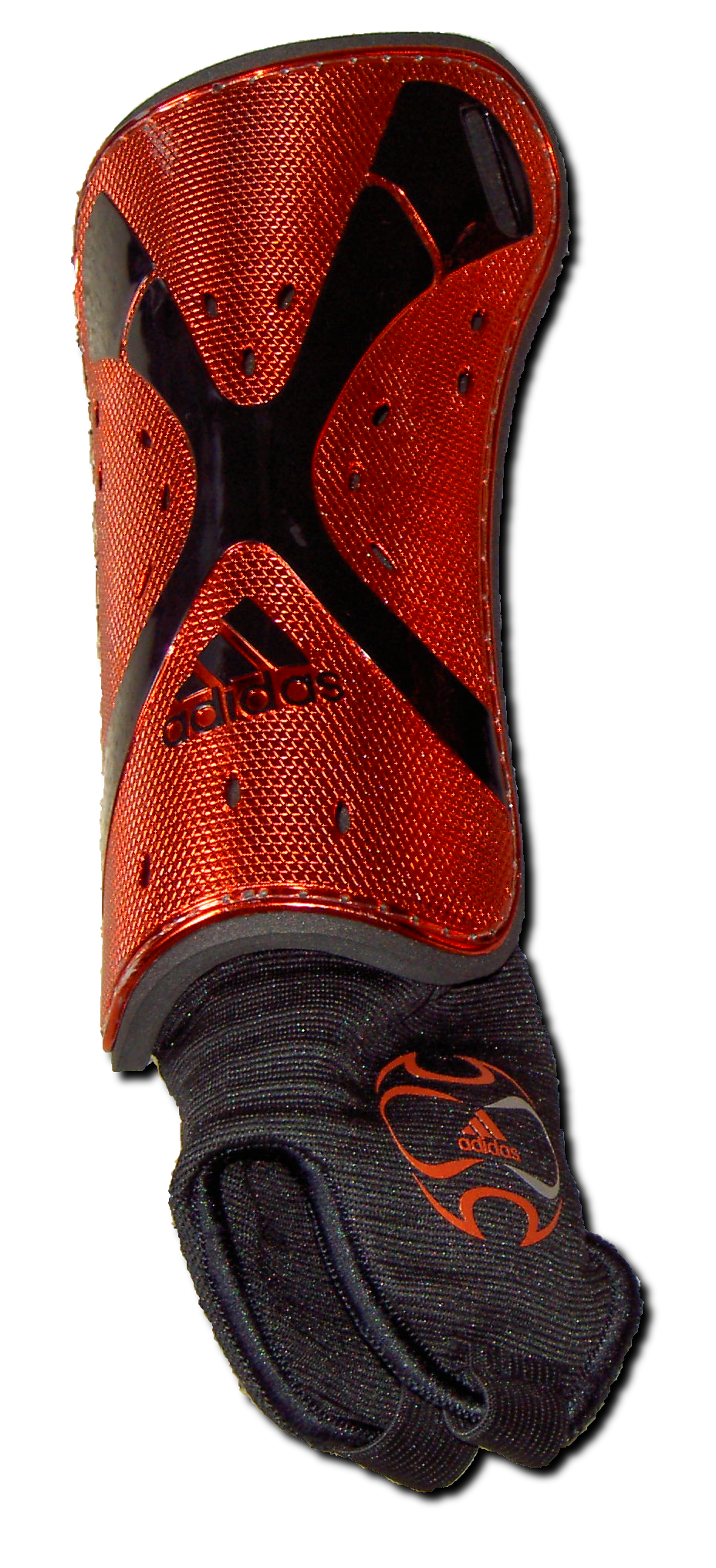
Espinillera de fútbol con tobillera.

La espinillera o canillera es un elemento del equipamiento deportivo usado en el hockey sobre césped, hockey sobre hielo, hockey sobre patines, fútbol, rugby, fútbol sala, béisbol, deportes de combate y otros deportes donde es considerada necesaria. Se puede fijar a la pierna mediante cintas elásticas de velcro. Las espinilleras se han hecho obligatorias para la mayoría de escuelas, clubes y equipos profesionales para prevenir lesiones.
La tibia tiene una gran parte expuesta a lo largo de su superficie anterior intermedia, está directamente bajo la piel y carece de músculos anteriores. Los golpes a la espinilla son los más factibles de causar lesión, incluso de una fractura. Tales heridas son muy dolorosas, porque el periostio, la membrana fina sobre la superficie de todos los huesos, es un tejido abundante en receptores del dolor.
Se atribuye su invención a Sam Weller Widdowson, quien en 1874 adaptó unas protecciones de críquet y las ató con una correa por fuera de las medias. Al principio fue una idea que muchos consideraron ridícula, pero pronto se popularizó en los jugadores de la época.
- Datos: Q640704
- Multimedia: Shin guards / Q640704